# Cleburne
Cleburne é uma cidade localizada no estado norte-americano do Texas, no Condado de Johnson.

## Demografia
Segundo o censo norte-americano de 2000, a sua população era de 26.005 habitantes.
Em 2006, foi estimada uma população de 29.689, um aumento de 3684 (14.2%).

## Geografia
De acordo com o United States Census Bureau tem uma área de
78,9 km², dos quais 72,0 km² cobertos por terra e 6,9 km² cobertos por água.

## Localidades na vizinhança
O diagrama seguinte representa as localidades num raio de 20 km ao redor de Cleburne.